# Dominik Życki
Dominik Życki (15 février 1974 à Varsovie) est un marin de l'équipe de Pologne de voile olympique. 

## Palmarès

### Jeux olympiques
- 8e place en Star pour les Jeux de 2012 à Londres, Royaume-Uni
- 4e place en Star en 2008 à Pékin, Chine

### Championnat du monde
- Médaille d'or en Star en 2008.

### Championnat de Pologne
- Champion national en Finn en 1994